# Hello! Project Kids
 (mai 2025).
Le Hello! Project Kids (ハロー！プロジェクト・キッズ, Harō! Purojekuto Kizzu) 
est un ensemble de 15 fillettes et adolescentes japonaises sélectionnées en 2002 lors d'une audition nationale dans le cadre du Hello! Project, pour être formées au sein de la compagnie Up-Front au chant, à la danse, à la comédie, dans le but de devenir idols et intégrer des groupes du H!P. Elles formeront Berryz Kōbō, °C-ute et Buono!. 

## Histoire

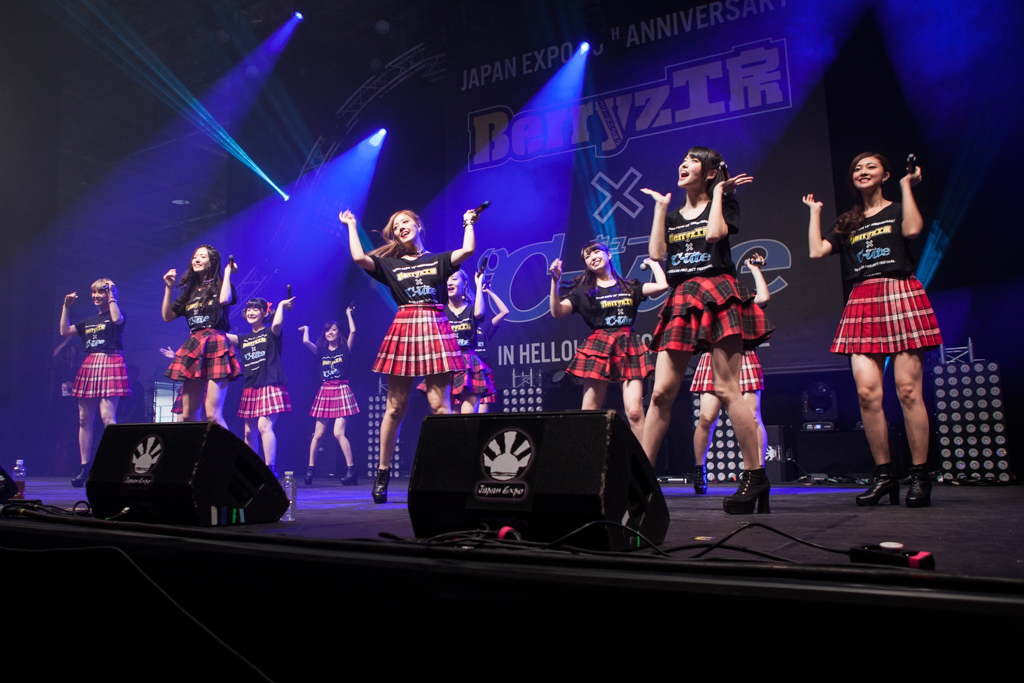
Les membres du Hello! Project Kids à la Japan Expo 2014, en tant que "Berryz Kobo x °C-ute"

Surnommées "Hello! Project Kids" ou "Kids", les membres participent d'abord aux concerts et émissions du H!P en tant que danseuses et choristes. Dès 2002, quatre d'entre elles jouent dans le film des Minimoni, Mini Moni ja Movie: Okashi na Daibōken!, en tant que 4KIDS, et les autres jouent dans le film Koinu Dan no Monogatari avec les Morning Musume. Puis certaines participent aux groupes provisoires Aa! et ZYX en 2003. En 2004, huit d'entre elles sont choisies pour former le groupe Berryz Kōbō, et en 2005 les sept autres forment le groupe °C-ute. En parallèle à ces deux groupes réguliers, certaines H!P Kids participent aussi à des "units", groupes temporaires "mixtes" avec d'autres membres du H!P. Deux d'entre elles partent pour continuer leurs études en 2005 et 2006, et une nouvelle membre du Hello Pro Egg (structure succédant au H!P Kids), Kanna Arihara, est intégrée à un des groupes en remplacement. Celle-ci quitte à son tour en 2009, suivie peu après par une autre. Un sous-groupe, Buono!, est créé en 2007 avec trois H!P Kids en parallèle à leurs groupes réguliers.
Les membres sont alors désormais totalement intégrées au Hello! Project, et l'appellation "Hello! Project Kids" n'est plus utilisée officiellement pour les différencier.
En 2014, les membres se produisent en concert la Japan Expo, en tant que "Berryz Kobo x °C-ute". 
Berryz Kōbō cesse ses activités en mars 2015, et la plupart de ses membres se retirent de la scène, sauf Momoko Tsugunaga qui rejoint le nouveau groupe du H!P Country Girls, tandis que Yurina Kumai et Maasa Sudō sont transférées au M-line club (ex-artistes du H!P). °C-ute cesse à son tour ses activités en juin 2017.

## Membres
- Erika Umeda (sélectionnée à 11 ans, quitte en octobre 2009 à 18 ans ; ex-°C-ute)
- Saki Shimizu (sélectionnée à 10 ans ; de Berryz Kōbō ; quitte en mars 2015 à 23 ans et devient membre du staff du H!P)
- Maimi Yajima (sélectionnée à 10 ans ; de °C-ute)
- Momoko Tsugunaga (sélectionnée à 10 ans ; de Berryz Kōbō, Buono! ; rejoint Country Girls en 2014)
- Chinami Tokunaga (sélectionnée à 10 ans ; de Berryz Kōbō ; quitte en mars 2015 à 22 ans et devient membre du staff du H!P)
- Megumi Murakami (sélectionnée à 10 ans, quitte en octobre 2006 à 14 ans ; ex-°C-ute)
- Maasa Sudo (sélectionnée à quasiment 10 ans ; de Berryz Kōbō ; transférée en mars 2015 au M-line club)
- Miyabi Natsuyaki (sélectionnée à 9 ans ; de Berryz Kōbō, Buono! ; quitte en mars 2015 à 22 ans)
- Maiha Ishimura (sélectionnée à 9 ans, quitte en octobre 2005 à 12 ans ; ex-Berryz Kōbō)
- Yurina Kumai (sélectionnée à 8 ans ; de Berryz Kōbō ; transférée en mars 2015 au M-line club)
- Saki Nakajima (sélectionnée à 8 ans ; de °C-ute)
- Risako Sugaya (sélectionnée à 8 ans ; de Berryz Kōbō ; quitte en mars 2015 à 20 ans)
- Airi Suzuki (sélectionnée à 8 ans ; de °C-ute, Buono!)
- Chisato Okai (sélectionnée à 8 ans ; de °C-ute)
- Mai Hagiwara (sélectionnée à 6 ans ; de °C-ute)

Membre spéciale
- Kanna Arihara (du Hello Pro Egg ; rejoint °C-ute en janvier 2006 à 12 ans, quitte en juillet 2009 à 16 ans)

## Groupes
| Groupes réguliers - Berryz Kōbō (2004-15) - °C-ute (2005-2017) Sous-groupe - Buono! (2007-2017) Shuffle units mixtes - Aa! (version 2009) - High-King - Tanpopo# - Zoku V-u-den - Petit Moni V - ZYX-α | Anciennes units - 4KIDS (2002) - Bello! (2009) Mixtes - ZYX (2003) - Aa! (2003) - H.P. All Stars (2004) - Sexy Otonajan (2005) - Kira*Pika (2007) - Athena & Robikerottsu (2007-2008) - Guardians 4 (2009-2010) |

## Photobooks
- 30 juin 2012 : Berryz Koubou×℃-ute Special BOOK ～Hello!Project ・Kids 10th Anniversary~

## 4KIDS

### Membres
- Mai Hagiwara (future °C-ute)
- Airi Suzuki (future °C-ute)
- Māsa Sudō (future Berryz Kōbō)
- Risako Sugaya (future Berryz Kōbō)

### Discographie
Single
- 27/11/2002 : Genki Jirushi no Ōmori Song / Okashi Tsukutte Okkasuii! (par Mini Moni to Takahashi Ai + 4KIDS)

Albums (participation sur 1 titre)
- 19/02/2003 : Mini Moni ja Movie: Okashi na Daibōken! Original Soundtrack
- 11/02/2003 : Mini Moni Songs 2

## Filmographie
- 2002/12/14 : Mini Moni ja Movie: Okashi na Daibōken!